# COVID-19 в Сан-Марино
Эпидемия COVID-19 началась в Сан-Марино 28 февраля, когда был госпитализирован первый пациент. Страна прошла через две крупные волны заболевания, к 14 мая 2021 года общее число заболевших COVID-19 составляло 5 083 человека. Массовая вакцинация начавшаяся в феврале 2021 года позволила властям страны заявить о победе над болезнью, так как уже в мае 2021 года прекратили появляться новые заболевшие.

## Ограничительные меры
14 марта был введён ряд мер по сдерживанию распространения инфекции: вступил в силу нормативный акт, приостанавливающий розничную торговлю (за некоторыми исключениями), строительство, деятельность заведений общественного питания, работу общественного транспорта (кроме услуг общественного транспорта, предоставляемых на основании международных соглашений).
20 марта 2020 года в Сан-Марино были запрещены собрания людей на площадях, в парках и общественных садах.

## Хронология
Первый подтверждённый случай заболевания COVID-19 в стране — 88-летний гражданин Сан-Марино, госпитализированный 25 февраля в Римини; коронавирусная инфекция у него была подтверждена 27 февраля 2020 года, а 1 марта он скончался.
26 февраля 2021 года в стране началась массовая вакцинация российской вакциной «Спутник V».
С 4 мая в Сан-Марино не фиксировалось ни одного случая заражения COVID-19. В регионе начали снимать ограничения, связанные с пандемией.
В то же время с конца июня 2021 г. в стране вновь начали отмечаться случаи заболеваний COVID-19.
10 мая 2021 года глава Российского фонда прямых инвестиций Кирилл Дмитриев заявил, что Сан-Марино стала первой страной в Европе, победившей коронавирус и снизившей уровень инфицирования и смертность до нуля. Министр туризма Сан-Марино Федерико Педини Амати заявил о запуске с 17 мая 2021 года кампании по вакцинному туризму.
C середины ноября 2021 г. в стране снова начался резкий рост регистрируемой заболеваемости COVID-19, который уже к первой половине декабря 2021 г. практически снова достиг абсолютных максимумов марта 2021 г..